# Belgrandia coutagnei
Belgrandia coutagnei is een slakkensoort uit de familie van de Hydrobiidae. De wetenschappelijke naam van de soort is voor het eerst geldig gepubliceerd in 1892 door Locard.